# Auchel
 Auchel  es una población y comuna francesa, situada en la región de Norte-Paso de Calais, departamento de Paso de Calais, en el distrito de Béthune y cantón de Auchel.

## Demografía
| 14 412 | 14 091 | 13 329 | 12 535 | 11 813 | 11 392 |
| Para los censos de 1962 a 1999 la población legal corresponde a la población sin duplicidades (Fuente: INSEE [Consultar]) |        |        |        |        |        |